# Liste des partis politiques en Syrie
Cet article présente une liste des partis politiques en Syrie, depuis la période ottomane jusqu'à nos jours. Selon la Constitution syrienne approuvée en 2012, un parti autorisé doit avoir au moins 50 membres fondateurs, âgés de 25 ans ou plus, qui sont des ressortissants syriens depuis plus de 10 ans, et qui ne sont membres d'aucun autre parti, syrien ou non. Tout le monde est autorisé à créer un nouveau parti politique, mais il ne peut être fondé sur une base ethnique, religieuse, régionale ou tribale.  

## Période du Mandat français
- Bloc national (1920-1946)
- Parti communiste syrien (1924-)
- Parti du peuple (1925-)
- Khoybûn (parti kurde) (1927-)
- Parti nationaliste social syrien (1932-)
- Ligue d'action nationaliste (1933-1938)

## Période 1943-1949
- Bloc national (1920-1946)
- Parti communiste syrien (1924-)
- Parti du peuple (1925-)
- Parti nationaliste social syrien (1932-)
- Parti Baas (1943-)

## Période 1949-1954
- Mouvement de libération arabe (fondé par Adib Chichakly, parti unique en 1952-1954)
- Parti Baas (1943-)
- Parti nationaliste social syrien (1932-)
- Parti communiste syrien (1924-)
- Parti du peuple (1925-)

## Période 1954-1958
- Parti Baas (1943-)
- Parti nationaliste social syrien (1932-)
- Parti communiste syrien (1924-)

## Période 1958-1961
partis interdits
- Parti Baas (1943-)
- Parti nationaliste social syrien (1932-)
- Parti communiste syrien (1924-)

## Période 1961-1963
- Parti Baas (1943-)
- Parti nationaliste social syrien (1932-)
- Parti communiste syrien (1924-)

## Période 1963-1972
- Parti Baas (1943-)
- Parti nationaliste social syrien
- Parti communiste syrien

## Période 1972-

### Partis autorisés
- Front national progressiste, regroupant:
  - Parti Baas
  - Union socialiste arabe (Syrie) (nassériens)
  - Parti arabe socialiste
  - Parti nationaliste social syrien
  - Parti communiste syrien (2 tendances)
  - Union socialiste arabe démocratique
  - Unionistes sociaux-démocrates

### Partis tolérés
- Dashnak

### Partis interdits
- Frères musulmans
- Mouvement de libération islamique
- Front de salut national, coalition regroupant notamment les Frères musulmans syriens
- Coalition démocratique syrienne dont
  - 7 groupes d'opposition
  - depuis juillet 2006 Rassemblement national démocratique syrien (RND/Tawad, une coalition de cinq partis syriens interdits, l'Union socialiste arabe démocratique, le Parti communiste, le Parti ouvrier révolutionnaire arabe, le Parti Baas arabe démocratique et le Mouvement socialiste arabe, coalition qui avait dans un premier temps brièvement rejoint le Front de salut national)[1]
  - depuis juillet 2006 le Conseil de solidarité (parti kurde)
- Parti du travail communiste
- Parti réformiste de Syrie
- Mouvement de la liberté et de la solidarité nationale en Syrie

### Partis kurdes
- Union du peuple kurde (Syrie)
- Parti démocratique progressiste kurde
- Parti démocratique kurde (Syrie) (PDK-S/Al-Parti)
- Azadi
- Yekiti
- Courant futur kurde